# Csillag születik (film, 1976)
A Csillag születik 1976-ban készült színes, amerikai zenés film. A sikeres rockzenész, Norman, beleszeret az ismeretlen énekesnőbe, Estherbe, és sztárt csinál belőle. De amíg a lány egyre feljebb halad a ranglétrán, addig a férfi csillaga lassan, de biztosan hanyatlani kezd.
Ez a film igazából egy feldolgozás. Az eredeti Csillag születik című filmet 1937-ben forgatták Janet Gaynor és Fredric March főszereplésével. 1954-ben újra megfilmesítették, akkor Judy Garland és James Mason játszották a főszerepeket.

## Főszereplők
| Karakter           | Színész            | Magyar hang (1989) |
| ------------------ | ------------------ | ------------------ |
| Esther Hoffman     | Barbra Streisand   | Almási Éva         |
| John Norman Howard | Kris Kristofferson | Balkay Géza        |
| Bobbie Ritchie     | Gary Busey         | Gyabronka József   |
| Gary Danziger      | Oliver Clark       | Helyey László      |
| Az egyik Oreo      | Venetta Fields     |                    |
| Az egyik Oreo      | Clydie King        |                    |
| Quentin            | Marta Heflin       |                    |
| Bebe Jesus         | M.G. Kelly         | Cseke Péter        |
| Fényképész         | Sally Kirkland     |                    |
| Freddie            | Joanne Linville    |                    |
| Mo                 | Uncle Rudy         |                    |
| Brian              | Paul Mazursky      | Konrád Antal       |

## Háttérinformáció
A Csillag születik főszerepére eredetileg nem Kris Kristoffersont szánták. A  jelöltek között olyan színészek szerepeltek, mint Neil Diamond és Marlon Brando. Ám a producerek – Streisand és Peter is – Elvis Presleyt akarták felkérni a szerepre.  Találkoztak Elvisszel, aki érdeklődött a szerep iránt. Elvis menedzsere viszont ragaszkodott ahhoz, hogy Elvis sztárgázsit kapjon, habár 1969 óta nem szerepelt filmen. Mivel a követelt pénzt nem adták meg a producerek, Parker, a menedzser, úgy döntött, hogy Elvis nem vállalja el a szerepet.
A film körülbelül hatmillió dollárba került. A megjelenést követően hatalmas siker lett világszerte, és végül hetvenmillió dollár hasznot hozott készítőinek. A film zenéje hasonló fogadtatásban részesült. Az albumon szereplő Evergreen (Love Theme from A Star Is Born) című dal Streisand egyik legnagyobb sikere lett. Amerikában három hétig vezette a slágerlistákat, míg az Egyesült Királyságban a harmadik helyet szerezte meg.

## Díjak és jelölések
- 1977 – Oscar-díj – a legjobb eredeti filmdal (Barbra Streisand, Paul Williams) – Evergreen (Love Theme from A Star Is Born)
- 1977 – Golden Globe-díj – a legjobb vígjáték vagy musical
- 1977 – Golden Globe-díj – a legjobb vígjáték- vagy musicalszínésznő (Barbra Streisand)
- 1977 – Golden Globe-díj – a legjobb vígjáték- vagy musicalszínész (Kris Kristofferson)
- 1977 – Golden Globe-díj – a legjobb eredeti filmzene (Kenny Ascher, Paul Williams)
- 1977 – Golden Globe-díj – a legjobb eredeti filmdal (Barbra Streisand, Paul Williams) – Evergreen (Love Theme from A Star Is Born)
- 1977 – Oscar-jelölés – a legjobb operatőr (Robert Surtees)
- 1977 – Oscar-jelölés – a legjobb adaptált filmzene (Roger Kellaway)
- 1977 – Oscar-jelölés – a legjobb hang (Robert Glass, Dan Wallin, Robert Knudson, Tom Overton)